# ジャック坂崎
ジャック 坂崎（ジャック さかざき、1946年 - ）は、熊本県出身のスポーツビジネスマネージャー。本名・坂崎和憲ジャック。「ジャック・K.坂崎」名義で著書がある。ジャパン・スポーツ・マーケティング株式会社顧問。カリフォルニア大学バークリー校卒業。

## 経歴・人物
米国で生まれた日系人の母と、熊本在住の父との間に生まれた日系3世。1957年10歳の時に家族とともにカリフォルニア州に移住し、アメリカンフットボール、野球、柔道など様々なスポーツに親しむ。カリフォルニア大学バークレー校卒業後に来日。74年、英字紙ジャパンタイムズに掲載されたスポーツマネージメント企業IMGジャパンの求人広告に応募し入社。テニス大会のマーケティングなどを担当する。プロテニス選手、ビョルン・ボルグとヤマハとのスポンサー契約がこじれたことがきっかけとなりIMGを退社。
テレプランニングを経て、78年、株式会社ウエスト・ナリー・ジャパンを設立（87年、J.坂崎マーケティング株式会社に社名変更）。以後、サッカーのクラブ世界一決定戦トヨタカップ、NECフェデレーションカップ、TDK世界陸上などを企画・実現させる。サッカーW杯フランス大会アジア最終予選のテレビ放映権とマーケティングをすべて担当。長野五輪公式スポンサーIBMのマーケティングを担当。また、メジャーリーグの日本代表として、日米野球の開催やメジャーリーグの日本での公式戦開催にも携わった。
2006年、芸能人やスポーツ選手などが所属するプロフェッショナル・マネージメント株式会社と、ケビン山崎が経営するトレーニングジムであるトータル・ワークアウトをJ.坂崎マーケティングが吸収合併し、社名をジャパン・スポーツ・マーケティングに変更した。

## 著書
- 「フェアプレイ ワールドカップを売った日系人」（日経BP社、1998年2月）
- 「ワールドカップ 巨大ビジネスの裏側」（角川書店、2002年5月）

## テレビ出演
- スポーツジャーナル マーティーズBAR（BS日テレ、2009年7月12日）

ほか